# Flagge des Irak
Die derzeitige Nationalflagge des Irak ist rot-weiß-schwarz horizontal gestreift, im weißen Feld zeigt sie in dunkelgrüner, arabischer Schrift in kufischer Schriftart die Inschrift „Allāhu Akbar“ (الله اكبر, deutsch: „Gott ist am größten“).

## Geschichte der irakischen Nationalflaggen

### Mandatsgebiet
Aus der Zeit von 1919 bis 1924, als der Irak noch das Britische Mandat Mesopotamien war, gibt es Berichte über mehrere ähnliche Flaggen in den Panarabischen Farben. Alle Designs hatten drei horizontale Streifen in Schwarz, Weiß und Grün in verschiedenen Reihenfolgen und ein rotes Dreieck an der Liek. Manchmal auch mit den zwei weißen, siebenzackigen Sternen im roten Dreieck der späteren Flagge des Königreichs.

### Flagge des Königreichs (1924–1958)
1921 wurde der Irak im arabischen Aufstand in ein britisches Protektorat umgewandelt und Faisal I. zum König des Irak als erster Herrscher gekrönt. 1932 wurde das Land als Königreich Irak unabhängig. Die Nationalflagge zeigte ab 1924 drei Streifen (Schwarz-Weiß-Grün) mit einem roten Trapez am Flaggstock als Symbol der haschemitischen Rebellenführer; im Trapez zwei weiße, siebenzackige Sterne als Symbol der Araber und der Kurden. Als Vorbild diente die Flagge des Königreichs Hedschas. Diese war außerdem von 1921 bis 1928 die Flagge Transjordaniens und die der 1958 gegründeten Arabischen Föderation zwischen den Königreichen Irak und Jordanien.

2:3  Flagge des Königreichs des Hedschas (ca. 1920–1926), Transjordaniens (1921–1928) und der Arabischen Föderation (1958)
1:2  Flagge des Irak 1921–1959

### Flaggen der Republik

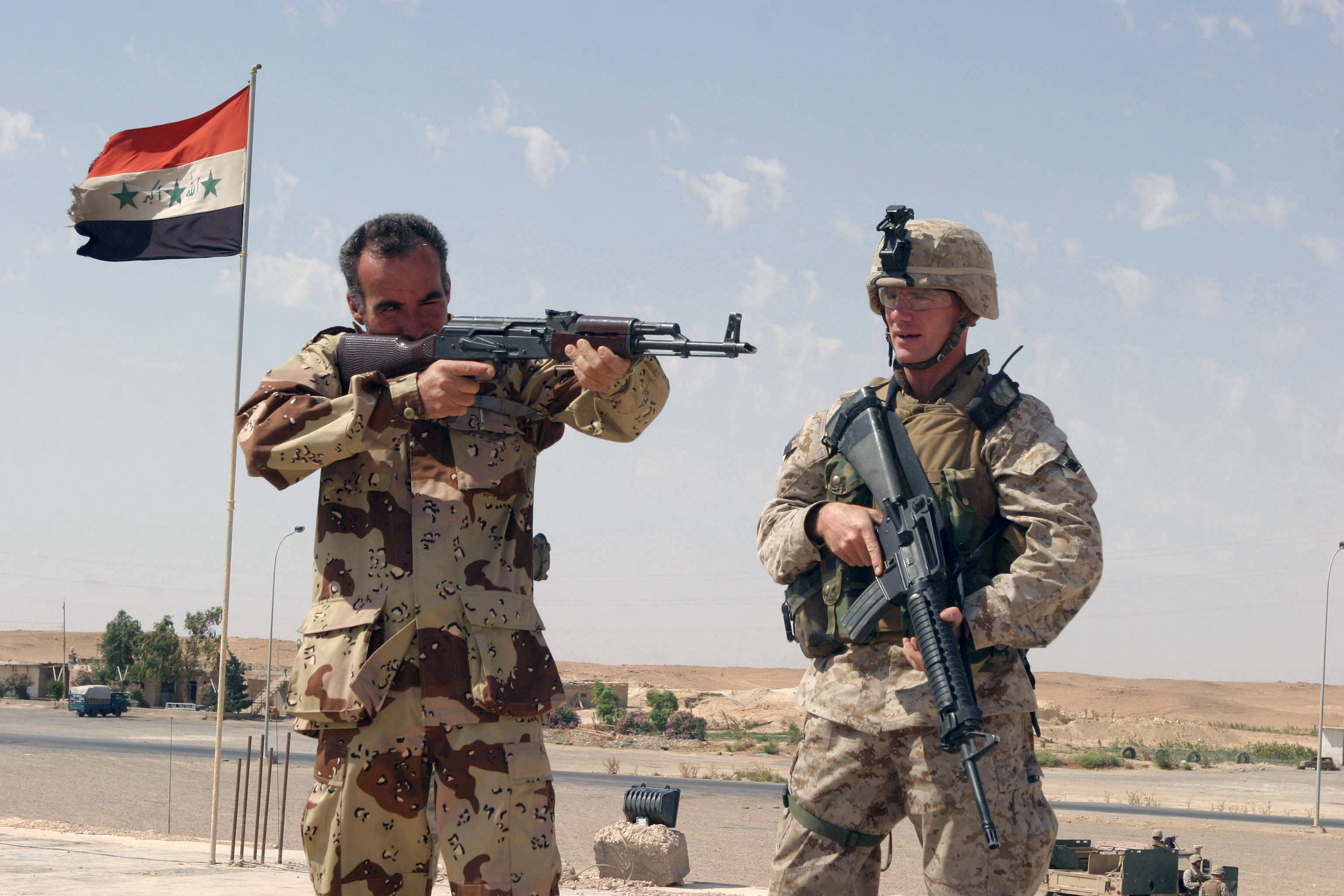
Irakischer und US-Soldat vor der Flagge des Iraks 1991 bis 2004

1958 wurde die kurzlebige Flagge der Arabischen Föderation eingeführt, eines Zusammenschlusses der Königreiche Irak und Jordanien. Nach der Revolution von 1958 wurde eine neue Flagge eingeführt (verwendet von 1959 bis 1963), die vertikal gestreift (Schwarz-Weiß-Grün) als Symbol des Panarabismus war. Im Zentrum des weißen Streifens zeigte sie die so genannte Sonne von Mesopotamien, eine gelbe Scheibe auf einer roten achtstrahligen Sonne. Gelb stand für die Kurden, rot für die assyrischen Christen. Sie ist in einigen kurdischen Gebieten des Irak bis heute in Gebrauch.
Nach dem Sturz der Qasim-Regierung zeigte die Flagge von 1963 erstmals das bis heute gültige Grundmuster: drei horizontale Streifen von rot-weiß-schwarz mit drei grünen fünfzackigen Sternen im weißen Streifen. Die Sterne beziehen sich auf das Jahr 1963, als sich der Irak, Ägypten und Syrien um die Gründung einer neuen „Vereinigten Arabischen Republik“ bemühten. 
Das Takbīr Allahu Akbar wurde 1991, während des Zweiten Golfkriegs, hinzugefügt, im Rahmen der Kampagne von Saddam Hussein, sich in der Öffentlichkeit zunehmend wieder als gläubigen Muslim darzustellen. Die Handschrift von „Gott ist groß“ im Mittelstreifen soll der Legende nach von Saddam Hussein selbst sein. Auch wenn dies nicht bewiesen wurde, wird dieser Umstand im Irak so angenommen, weswegen die Flagge nach dem Sturz des Diktators in die Kritik geriet.

1:2  Flagge des Irak 1959–1963
2:3  Flagge des Iraks 1963–1991
2:3  Flagge des Irak 1991–2004

### Flaggenstreit 2004 bis 2008

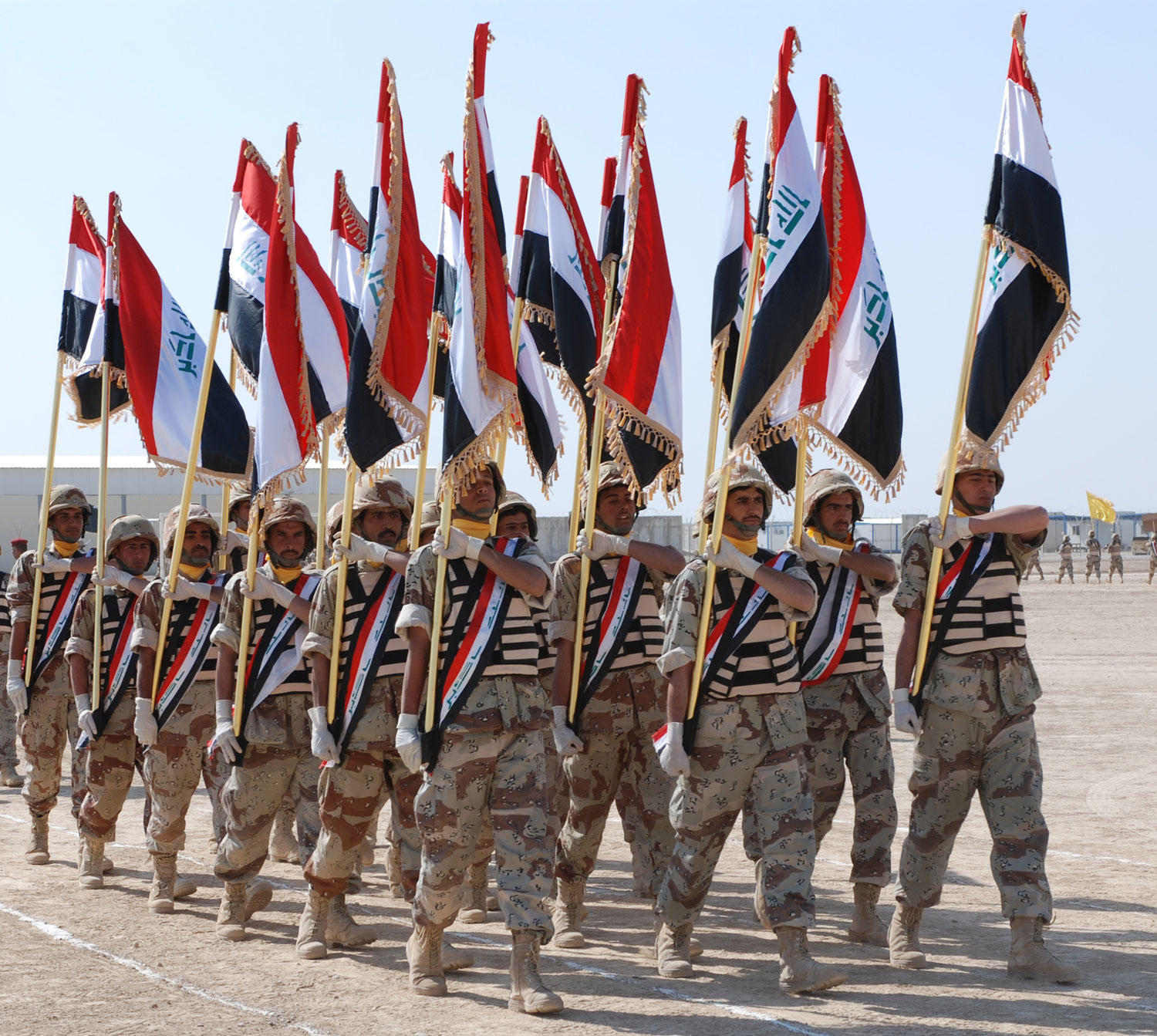
Die Zwischenlösung von 2008 mit Goldfransen geschmückt

Nach dem Sturz Saddam Husseins stellte der Irakische Regierungsrat im April 2004 einen Entwurf aus einem Wettbewerb für eine neue Nationalflagge vor: Auf weißem Hintergrund sind ein hellblauer Halbmond und ein gelber Streifen zwischen zwei blauen Linien zu sehen. Weiß steht dabei für den Frieden und den Neubeginn im Irak, der Halbmond symbolisiert den Islam. Die blauen Streifen zeigten die beiden wichtigsten Flüsse des Landes, Euphrat und Tigris, und Gelb stellte die kurdische Bevölkerung dar. Die Flagge wurde von einem Bruder eines irakischen Politikers entworfen. Der Architekt lebte bereits seit 40 Jahren in London.
Dieser Flaggenentwurf wurde allerdings von vielen Seiten kritisiert und daher nie eingeführt.
Die Kritik bezog sich zum einen auf die ungewöhnliche Gestaltung und die ungewöhnlichen Farben der Flagge, welche von den panarabischen Farben abweichen. Die blau-weiße Kombination wird von vielen Irakern als allzu ähnlich mit der Flagge des ungeliebten Israel empfunden. Außerdem war der islamische Halbmond hellblau und nicht traditionell grün oder rot. Zum anderen wurde diskutiert, ob der Regierende Rat als Einrichtung einer Besatzungsmacht überhaupt die Legitimation hatte, eine neue Flagge einzuführen. Viele empfanden die Flagge als Symbol des Amerikanischen Iraks.
Die Kritik führte dazu, dass vorerst die alte Flagge weiterverwendet wurde, allerdings in einer leicht modifizierten Form. Die Flagge wurde am 28. Juni 2004 eingeführt. Sie unterscheidet sich von der Version von 1991 nur durch den eckigen kufischen Duktus.
Im Januar 2008 wurde ein neuer Flaggenvorschlag dem Parlament vorgelegt. Der Text Allahu Akbar sollte nun in Gelb statt in Grün gehalten werden. Die gelbe Farbe repräsentierte die kurdische Minderheit im Norden des Landes, die besonders gegen die alte Flagge protestierte. Sie sah in ihr ein Symbol des verhassten Regimes unter Saddam Hussein. So wurde in den Kurdengebieten statt der irakische Flagge eine eigene kurdische Flagge verwendet (siehe unten). Nur in der kurdischen Provinz as-Sulaimaniya verwendete man die alte Flagge von 1961 ohne die Handschrift Saddam Husseins. Die Zwischenlösung von 2004 wurde von Kurdenführern, wie Masud Barzani abgelehnt. Auch die Bedeutung der drei Sterne wurde abgeändert. Die drei Sterne symbolisierten nun Friede, Toleranz und Gerechtigkeit. Die Farben der Flagge sollten nicht mehr alleine für die arabische, sondern für die islamische Kultur stehen. Allerdings ließ Barzani entgegen ersten Meldungen verlauten, dass die Kurden niemals eine Flagge verwenden würden, die immer noch die drei Sterne der Baʿth-Partei enthalte.
Ein weiterer Vorschlag ersetzte die drei Sterne der Baʿth-Partei durch einen achteckigen grünen Stern mit einer gelben Scheibe im Zentrum für die Kurden, ähnlich der Sonne von Mesopotamien, die bereits 1959 in der Nationalflagge verwendet wurde.
Schließlich entschloss man sich, die Sterne aus der Flagge ganz zu entfernen. Die Beschriftung wird weiterhin kufisch sein, allerdings nun in Dunkelgrün. Die Flagge war zunächst nur ein Jahr lang gültig, danach wurde über eine neue Flagge beraten. Der Kompromiss wurde mit 110 von 165 Stimmen im Parlament angenommen. 50 Abgeordnete stimmten dagegen.
Am 15. Juli 2008 rief die irakische Regierung zur Einsendung neuer Vorschläge für eine Nationalflagge auf. Bis Ende September konnten Entwürfe eingereicht werden. Die Entscheidung über die neue Nationalflagge des Irak sollte das Parlament am Ende des Jahres fällen, diese blieb jedoch aus. Die endgültige Entscheidung über eine neue Nationalflagge ist noch nicht gefallen. Die seit 2008 verwendete irakische Flagge gilt als Übergangslösung, über ihre endgültige Gestaltung ist man sich noch nicht einig.

2:3   Kompromisslösung zwischen 2004 und 2008 mit abgeänderter Schrift
2:3  Kurzlebiger Flaggenvorschlag im Januar 2008
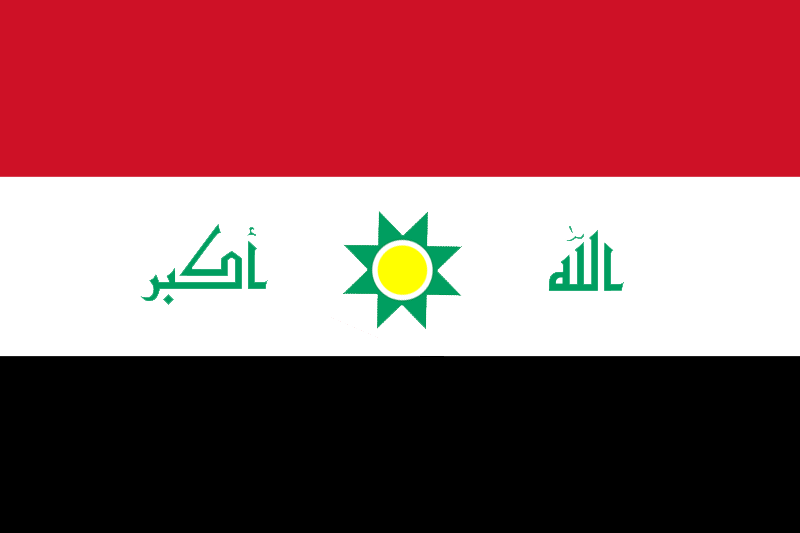
Weiterer Vorschlag vom Januar 2008

## Flaggen der Minderheiten
Im Norden verwendet die Autonome Region Kurdistan statt der bisherigen Flagge des Irak die Flagge Kurdistans mit drei horizontalen Streifen (Rot-Weiß-Grün) und im Zentrum eine goldene Sonne mit 21 Strahlen.
Der Nationalkongress der Turkomanen (auch Turkmenen) in Erbil führt eine hellblaue Flagge mit einem weißen Halbmond, der mit sechs kleinen, fünfzackigen Sternen einen Kreis ergibt.
Verstreut im Irak leben, wie auch im Iran, Syrien und im Libanon die assyrischen Christen. Sie waren bereits in der irakischen Nationalflagge von 1959 repräsentiert. Die assyrische Flagge wurde 1968 von der Assyrian Universal Alliance entworfen. Sie hat ihren Ursprung in der Darstellung des assyrischen Sonnengottes Shamash, in der die Sonnenscheibe auf einem Altar steht. Der goldene Kreis in der Mitte stellt die Sonne dar, die mit ihren Flammen Hitze und Licht erzeugt, um die Lebewesen der Erde aufrechtzuerhalten. Der Stern, der die Sonne umgibt, symbolisiert das Land, die hellblaue Farbe symbolisiert Gelassenheit. Die wogenden Streifen repräsentieren die drei Hauptflüsse des assyrischen Heimatlandes: den Tigris, den Euphrat und den großen Zab. Die dunkelblauen Streifen stehen für den Euphrat, dessen assyrischer Name „Überfluss“ heißt. Die roten Streifen stehen für Courage, Herrlichkeit und Stolz, sie repräsentieren den Tigris. Die weißen Linien zwischen diesen zwei großen Flüssen repräsentieren den großen Zab, die weiße Farbe symbolisiert Frieden. Einige interpretieren die roten, weißen und blauen Streifen als die Wege, die die zerstreuten Assyrer zurück in das Heimatland ihrer Ahnen führen werden. Über der assyrischen Flagge ist der Gott der Assyrer „Assur“ aus vorchristlicher Zeit zu sehen.

2:3 Die Flagge der Assyrer
2:3 Flagge der Autonomen Region Kurdistan
2:3 Die Flagge der Turkomanen

## Politische Flaggen des Irak
Die den Irak einst regierende Baʿth-Partei verwendete die Flagge des Königreichs des Hedschas in den panarabischen Farben Weiß, Rot, Grün und Schwarz. Sie ist identisch mit der Flagge Palästinas und der Flagge der ehemaligen Arabischen Föderation.
Die Irakische Demokratische Union verwendet eine Variante der Nationalflagge von 1959. Hier ist der Stern fünfzackig.
Die Turkmenenfront des Irak (Irak Türkmen Cephesi) verwendet eine hellblaue Flagge mit zwei weißen horizontalen Streifen, weißem Halbmond und einem weißen Stern. Die Farben leiten sich von der Flagge der Turkomanen ab.
Die Demokratische Partei Kurdistans führt eine gelbe Flagge mit einer roten Scheibe, in der die gelben Buchstaben „PdK“ stehen. Die gelbe Farbe wird bereits seit 1946 als Parteifarbe verwendet. Der Designer der Flagge war Hussain Haider.

2:3 Flagge der Baath-Partei; außerdem Flagge Palästinas (seit 1948) und der Arabischen Föderation (1958)
2:3 Turkmenenfront des Irak
5:8 Demokratische Partei Kurdistans
1:2 Kurdische Freiheitspartei (Rizgari)